# Bílence
Bílence (in tedesco Bielenz) è un comune della Repubblica Ceca facente parte del distretto di Chomutov, nella regione di Ústí nad Labem.

## Monumenti e luoghi d'interesse
- Castello di Bílence